# Futbol'nyj Klub Chimki 2012-2013
Questa voce raccoglie le informazioni riguardanti il Futbol'nyj Klub Chimki nelle competizioni ufficiali della stagione 2012-2013.

## Stagione
Il campionato si concluse con il sedicesimo posto finale che valse la seconda retrocessione in quattro stagioni.
In Coppa il cammino fu comunque buono: dopo aver eliminato il Sokol Saratov in trasferta, la squadra sconfisse il Volga Nižnij Novgorod, club della massima serie, trovando poi l'eliminazione in trasferta per mano della Dinamo Mosca.

## Rosa
| N. |                        | Ruolo | Calciatore             |
| -- | ---------------------- | ----- | ---------------------- |
| 1  | Bielorussia (bandiera) | P     | Ilya Gavrilov          |
| 4  | Russia (bandiera)      | D     | Anvar Ibragimgadzhiev  |
| 5  | Ucraina (bandiera)     | D     | Serhij Danylovs'kyj    |
| 7  | Russia (bandiera)      | D     | Vladislav Khatazhenkov |
| 9  | Russia (bandiera)      | C     | Sergei Breyev          |
| 11 | Russia (bandiera)      | A     | Vladimir Kuleshov      |
| 12 | Russia (bandiera)      | P     | Sergei Kotov           |
| 13 | Russia (bandiera)      | P     | Aleksandr Budakov      |
| 14 | Ghana (bandiera)       | D     | Edward Kpodo           |
| 16 | Russia (bandiera)      | C     | Aleksei Pomerko        |
| 17 | Russia (bandiera)      | C     | Inal Pukhayev          |
| 18 | Russia (bandiera)      | C     | Vitaly Komisov         |
| 19 | Russia (bandiera)      | C     | Vladimir Sobolev       |
| 20 | Russia (bandiera)      | D     | Valentin Filatov       |
| 21 | Ucraina (bandiera)     | A     | Ilya Mikhalyov         |

| N. |                           | Ruolo | Calciatore             |
| -- | ------------------------- | ----- | ---------------------- |
| 22 | Bielorussia (bandiera)    | C     | Maksim Romaschenko     |
| 23 | Russia (bandiera)         | D     | Anton Rogochiy         |
| 25 | Russia (bandiera)         | D     | Pavel Andrianov        |
| 27 | Russia (bandiera)         | D     | Andrei Kuznetsov       |
| 29 | Russia (bandiera)         | C     | Daniil Belotserkovskiy |
| 35 | Russia (bandiera)         | P     | Aleksandr Dementyev    |
| 37 | Armenia (bandiera)        | C     | Artak Aleksanyan       |
| 42 | Costa d'Avorio (bandiera) | C     | Serge Deble            |
| 47 | Russia (bandiera)         | C     | Aleksei Khrushchev     |
| 55 | Russia (bandiera)         | C     | Sergei Skoblyakov      |
| 73 | Russia (bandiera)         | C     | Michail Komkov         |
| 77 | Russia (bandiera)         | D     | Aleksandr Kukanos      |
| 83 | Russia (bandiera)         | C     | Yevgeni Kuznetsov      |
| 88 | Russia (bandiera)         | C     | Yevgeni Pesegov        |
| 93 | Russia (bandiera)         | A     | Andrei Panyukov        |

## Risultati

### Campionato
| Astrachan' 9 luglio 2012 1ª giornata | Volgar' Astrachan' | 1 – 1 referto | Chimki | Stadio Centrale |

| Chimki 16 luglio 2012 2ª giornata | Chimki | 0 – 2 referto | Saljut Belgorod | Stadio Rodina |

| Volgograd 22 luglio 2012 3ª giornata | Rotor | 1 – 0 referto | Chimki | Stadio Centrale |

| Chimki 30 luglio 2012 4ª giornata | Chimki | 1 – 2 referto | Tom' Tomsk | Stadio Rodina |

| Novosibirsk 7 agosto 2012 5ª giornata | Sibir' | 2 – 1 referto | Chimki | Spartak Stadium |

| San Pietroburgo 13 agosto 2012 6ª giornata | Petrotrest | 0 – 0 referto | Chimki | Stadio Petrovskij |

| Chimki 17 agosto 2012 7ª giornata | Chimki | 1 – 2 referto | Baltika | Stadio Rodina |

| Ufa 22 agosto 2012 8ª giornata | Ufa | 3 – 2 referto | Chimki | Stadio Dinamo |

| Nižnekamsk 6 settembre 2012 10ª giornata | Neftechimik | 1 – 2 referto | Chimki | Stadio Neftechimik |

| Chimki 10 settembre 2012 11ª giornata | Chimki | 0 – 0 referto | Šinnik | Stadio Rodina |

| Ekaterinburg 17 settembre 2012 12ª giornata | Ural | 1 – 0 referto | Chimki | Stadio Centrale |

| Chimki 21 settembre 2012 13ª giornata | Chimki | 1 – 2 referto | Enisej | Stadio Rodina |

| Novokuzneck 1º ottobre 2012 14ª giornata | Metallurg-Kuzbass | 0 – 0 referto | Chimki | Stadio Metallurg |

| Chimki 8 ottobre 2012 15ª giornata | Chimki | 0 – 2 referto | SKA-Ėnergija | Stadio Novye Chimki |

| Nal'čik 15 ottobre 2012 16ª giornata | Spartak-Nal'čik | 1 – 0 referto | Chimki | Stadio Spartak |

| Chimki 22 ottobre 2012 17ª giornata | Chimki | 2 – 4 referto | Torpedo Mosca | Arena Chimki |

| Belgorod 26 ottobre 2012 18ª giornata | Saljut Belgorod | 0 – 1 referto | Chimki | Stadio Saljut |

| Chimki 16 novembre 2012 19ª giornata | Chimki | 1 – 0 referto | Rotor | Stadio Rodina |

| Tomsk 6 novembre 2012 20ª giornata | Tom' Tomsk | 3 – 2 referto | Chimki | Trud Stadium |

| Chimki 12 novembre 2012 21ª giornata | Chimki | 0 – 0 referto | Sibir' | Stadio Rodina |

| Chimki 20 novembre 2012 22ª giornata | Chimki | 1 – 0 referto | Petrotrest | Stadio Rodina |

| Kaliningrad 12 marzo 2013 23ª giornata | Baltika | 1 – 1 referto | Chimki | Stadio Baltika |

| Chimki 19 marzo 2013 24ª giornata | Chimki | 0 – 1 referto | Ufa | Stadio Novye Chimki |

| Chimki 1º aprile 2013 26ª giornata | Chimki | 0 – 0 referto | Neftechimik | Stadio Novye Chimki |

| Jaroslavl' 8 aprile 2013 27ª giornata | Šinnik | 0 – 1 referto | Chimki | Stadio Šinnik |

| Chimki 15 aprile 2013 28ª giornata | Chimki | 0 – 0 referto | Ural | Stadio Rodina |

| Krasnojarsk 23 aprile 2013 29ª giornata | Enisej | 2 – 1 referto | Chimki | Stadio Centrale |

| Chimki 30 aprile 2013 30ª giornata | Chimki | 0 – 0 referto | Metallurg-Kuzbass | Stadio Rodina |

| Chabarovsk 6 maggio 2013 31ª giornata | SKA-Ėnergija | 4 – 0 referto | Chimki |  |

| Chimki 14 maggio 2013 32ª giornata | Chimki | 2 – 1 referto | Spartak-Nal'čik | Stadio Rodina |

| Mosca 20 maggio 2013 33ª giornata | Torpedo Mosca | 0 – 0 referto | Chimki | Stadio Ėduard Strel'cov |

| Chimki 25 maggio 2013 34ª giornata | Chimki | 2 – 4 referto | Volgar' Astrachan' | Stadio Rodina |

### Coppa di Russia
| Saratov 1º settembre 2012 Quarto turno | Sokol Saratov | 1 – 2 referto | Chimki | Stadio Lokomotiv |

| Chimki 26 settembre 2012 Sedicesimi di finale | Chimki | 2 – 0 referto | Volga Nižnij Novgorod | Arena Chimki |

| Chimki 31 ottobre 2012 Ottavi di finale | Dinamo Mosca | 2 – 1 referto | Chimki | Arena Chimki |